# José Cabrita
José Cabrita, mais conhecido por Dr. José Cabrita (São Bartolomeu de Messines, 27 de Janeiro de 1912 - Lagos, 7 de Outubro de 1972), foi um veterinário e empresário português.

## Biografia

### Nascimento e formação
Nasceu na Freguesia de São Bartolomeu de Messines, no Concelho de Silves, em 27 de Janeiro de 1912.
Foi aluno no Liceu de Faro, e frequentou a Escola Superior de Medicina Veterinária, onde se formou em 1936, com 24 anos.

### Carreira profissional
Alguns meses após se ter formado, empregou-se como médico veterinário municipal da Câmara Municipal de Lagos, posição que ocupou até à sua morte. Pouco tempo depois, também começou a fazer este serviço, pelo menos uma vez por semana, para a autarquia de Vila do Bispo; realizou, igualmente, este serviço durante cerca de 4 a 5 anos, para a Câmara Municipal de Aljezur.
Um estudioso das ciências veterinárias, procurou constantemente estar a par das últimas evoluções neste campo, tendo frequentado várias conferências em Portugal e no estrangeiro; notabilizou-se por ter introduzido, no Algarve, a prática de colocar bolas de metal magnéticas, de modo a evitar que bocados de arame fossem inadvertidamente ingeridos pelos animais, o que lhes provocava ferimentos. Defensor da pureza das raças bovinas algarvias, opôs-se à importação de gado e organizou diversas feiras em Lagos, aonde se premiavam os melhores exemplares; estes eventos tiveram uma grande afluência, tendo desenvolvido o comércio do gado nesta região.
Estabeleceu, junto com outros sócios, a Modir, uma associação regional que comprava animais doentes, vendendo-os após os reabilitar. Criou, igualmente, a Mútua de Seguro de Gado de Lagos, que indemnizava os proprietários pela morte dos seus animais.

### Falecimento
Morreu no dia 7 de Outubro de 1972, na localidade de Lagos.

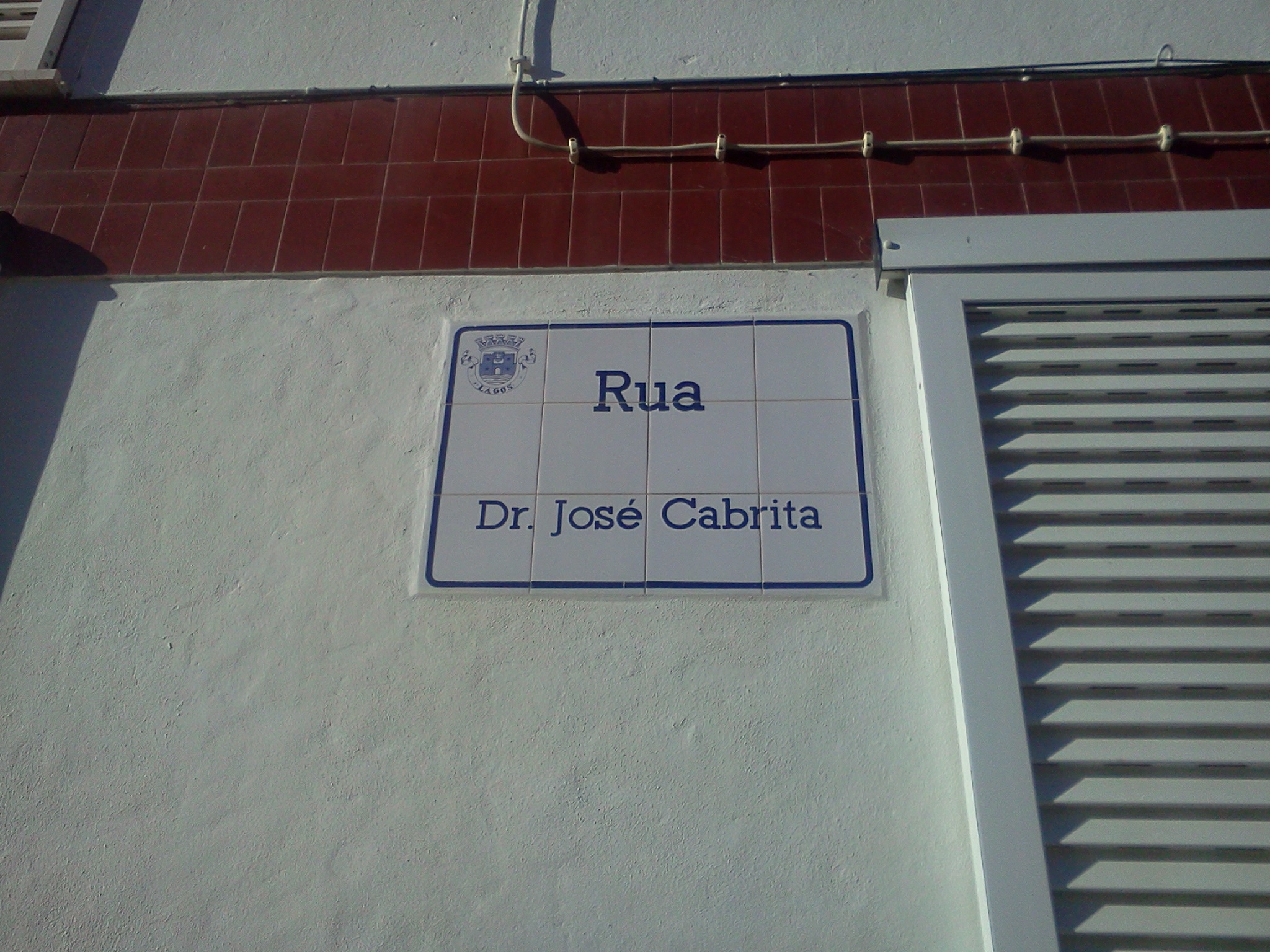
Placa toponímica da Rua Dr. José Cabrita, na cidade de Lagos.

## Homenagens
Em 18 de Fevereiro de 1987, a Câmara Municipal de Lagos aprovou a atribuição do seu nome a uma rua da antiga Freguesia de São Sebastião.